# Davyd Saldadze
David Saldadze (né le 15 février 1978) est un lutteur ouzbekh d'origine géorgienne. Aux Jeux olympiques d'été de 2000, il combat sous les couleurs ukrainiennes et remporte la médaille d'argent.

## Palmarès

### Jeux olympiques
- Jeux olympiques de 2000 à Sydney,  Australie
  -  Médaille d'argent